# Qualifica professionale
La qualifica professionale è un titolo che attesta il raggiungimento di un certo livello di conoscenze, abilità e competenze, relativamente ad un certo settore dell'istruzione e della formazione professionale.

## Descrizione
La definizione data dall'OCSE è la seguente:

## Caratteristiche generali
Partendo dalla definizione, le caratteristiche peculiari della qualifica professionale sono:
- è concessa da enti pubblici e privati dietro autorizzazione di autorità nazionali o locali per la formazione professionale.
- conferisce un riconoscimento ufficiale di valore nel mercato del lavoro e nella propria formazione successiva.
- può essere un titolo legale per esercitare una professione (in questo caso si parla di abilitazione).
- è fondamentale nel settore dell'istruzione e della formazione professionale.

Nella gestione risorse umane si utilizza il termine qualifica (e abilitazione) con lo stesso significato ma indirizzato allo scopo del singolo ruolo o profilo. In questo caso è l'azienda che valuta le qualifiche necessarie a svolgere i vari compiti dell'organico. Spesso si utilizza il termine competenza (insieme di formazione, esperienza, capacità) invece di qualifica, usando quest'ultimo per contesti più tecnicamente rilevanti. L'abilitazione è una qualifica (competenza) specifica necessaria per eseguire un determinato compito, solitamente ad alta responsabilità o comunque rilevante per qualche aspetto (come ad esempio autorizzare o approvare qualcosa per un certo scopo).

## Nel mondo

### Italia
Secondo la legge quadro 21 dicembre 1978, n. 845, tali titoli sono rilasciati dalle Regioni tramite il supporto di enti accreditati presso le regioni italiane stesse per la formazione professionale; il loro repertorio viene aggiornato periodicamente, ai sensi del d.lgs. gennaio 2013, n. 13, con decreto del Ministero del lavoro e delle politiche sociali, di concerto con la Conferenza permanente per i rapporti tra lo Stato, le regioni e le province autonome.